# Вольпін Михайло Давидович
Миха́йло Дави́дович Вольпін (нар. 28 грудня 1902 — пом. 21 липня 1988) — радянський драматург, кіносценарист, поет. Лауреат Сталінської премії (1951).

## Біографія
Народився 28 грудня 1902 року в Могильові. Дитячі роки провів у Москві. Захоплювався мистецтвом, брав уроки малювання у художника Василя Сурикова.
Учасник громадянської війни в Росії на боці більшовиків.
У 1920—1921 роках працював у «Вікнах РОСТА» як художник і автора сатиричних текстів.
У 1921—1927 роках навчався у ВХУТЕМАСі. Працював у журналі «Крокодил», друкувався у періодичних виданнях, співпрацював, як автор, з «Синьою блузою».
У 1933—1937 роках був засуджений комуністами, перебував у таборах ГУЛАГ НКВД СРСР.
У 1942—1945 роках служив в Ансамблі пісні та пляски при центральному клубі НКВС СРСР. Часто виступав у співавторстві з Миколою Ердманом.
21 липня 1988 року трагічно загинув у автомобільній катастрофі. Похований у Москві на Введенському цвинтарі.

## Фільмографія
Сценарист:
- 1938 — Волга-Волга
- 1940 — Старий наїзник
- 1941 — Бойова кінозбірка № 7
- 1943 — Актриса
- 1945 — Здрастуй, Москво!
- 1948 — Федя Зайцев (мультфільм)
- 1950 — Сміливі люди
- 1950 — Казка про рибалку та рибку (мультфільм)
- 1951 — Спортивна честь
- 1953 — Застава в горах
- 1954 — Царівна-жаба (мультфільм)
- 1955 — Зачарований хлопчик (мультфільм)
- 1955 — Острів помилок (мультфільм)
- 1956 — На підмостках сцени
- 1957 — Дівчина в джунглях (мультфільм)
- 1957 — Гутаперчевий хлопчик
- 1957 — Розповіді про Леніна
- 1959 — Незабаром буде дощ (мультфільм)
- 1959 — Клишоногий друг (у співавт.)
- 1960 — Чоловічка намалював я (мультфільм)
- 1961 — Ключ (мультфільм)
- 1961 — Мураха-хвалько (мультфільм)
- 1962 — Історія одного злочину (мультфільм)
- 1964 — Морозко
- 1964 — Хоробрий кравець (мультфільм)
- 1966 — Це не про мене (мультфільм)
- 1967 — Вогонь, вода та… мідні труби
- 1967 — Букет (мультфільм)
- 1969 — Примхлива принцеса (мультфільм)
- 1971 — Вогонь (мультфільм)
- 1974 — Царевич Проша
- 1975 — Ілля Муромець. Пролог (мультфільм)
- 1976 — Як Іванко-дурник по диво ходив
- 1978 — Ілля Муромець та Соловей-розбійник (мультфільм)
- 1979 — Соловей
- 1979 — Кажан
- 1982 — Шкура віслюка
- 1987 — Казка про закоханого маляра
- 1990 — Лапландські казки (мультфільм)

Автор віршів для пісень:
- «Весна» (1947, фільм)
- «Подорож до країни велетнів» (1947, мультфільм)
- «Новорічна ніч» (1948, мультфільм)
- «Квітка-семибарвиця» (1948, мультфільм)
- «Чемпіон» (1948, мультфільм)
- «Чужий голос» (1949, мультфільм)
- «Коли запалюються ялинки» (1950, мультфільм)
- «Сопілочка і глечик» (рос. Дудочка и кувшинчик) (1950, мультфільм)
- «Хто перший?» (1950, мультфільм)
- «Диво-млин» (1950, мультфільм)
- «Незвичайний матч» (1955, мультфільм)
- «Кораблик» (1956, мультфільм)
- «Старі знайомі» (1955, мультфільм)
- «Шакалятко і верблюд» (1956, мультфільм)
- «Перша скрипка» (1958, мультфільм)
- «Викрадачі фарб» (1959, мультфільм)
- «Дикі лебеді» (1962, мультфільм)
- «Пастушка і сажотрус» (1965, мультфільм)

Віршований текст:
- «Цирк» (1940)
- «Перший урок» (1948, мультфільм)
- «Кубанські козаки» (1949, фільм)
- «Висока гірка» (1951, мультфільм)
- «Викрадачі фарб» (1959, мультфільм)

## Нагороди
- Сталінська премія 2-го ступеня (1951) — за сценарій до фільму «Сміливі люди» разом з М. Р. Ердманом.